# Bértelek
Bértelek (ukránul: Бребоя) település Ukrajnában, a Kárpátalján, a Rahói járásban.

## Fekvése
A Fehér-Tisza mellett, Láposmező és Tiszabogdány közt fekvő település.

## Története
Bértelek korábban Tiszabogdányhoz tartozott, most önálló település. Bértelek mellett ömlik a Fehér-Tiszába a Lesul-patak.

## Népesség
1925-ben 708 lakosa volt.
2001-ben 710 lakosa volt.